# Parque nacional Monte O'Connell
Monte O'Connell es un parque nacional en Queensland (Australia), ubicado a 605 km al noroeste de Brisbane.

## Datos
- Área: 7,57 km²
- Coordenadas: 22°45′01″S 150°02′22″E / -22.75028, 150.03944
- Fecha de Creación: 1989
- Administración: Servicio para la Vida Salvaje de Queensland
- Categoría IUCN: II

Véase también:
- Zonas protegidas de Queensland

- Datos: Q212019